# Amigogima
Amigogima (también transcrita como Amig@gima o AmigoGima)  es una película española experimental de 2002, escrita y dirigida por José María Nunes.
La película obtuvo el galardón al mejor director en la 1ª edición de los "Premios Barcelona de Cinema", ex-aequo con Julio D. Wallovits y Roger Gual por el film Smoking Room.

## Sinopsis
Un día un hombre lanzó un grito para que encontrara a un amigo. Cada vez revolvía más y más su memoria para ver cuánta y qué gente conocía. Puede que los amigos se fueran quedando en el olvido. Y por ahí se perdía, con el resello de no poder encontrar a los amigos de la primera infancia, o de la primera adolescencia. Al oírse náufrago, lanza un grito para buscar al amigo, que bien podría ser un grito de socorro. Una película en la que el espacio se contrae y el tiempo se expande.

## Reparto
- José María Blanco
- Susana García Díez
- Martin Huber como Mario
- Empar Roselló
- Cristina Valentí
- Emili Auguet
- Manolo Gómez
- Albert Vilà
- Gorka Beaskoa
- Joe Wintle
- Patricia Taylor
- Roser Quera
- Manuel Costa-Pau
- Manuel Fandos
- José Niebla
- Làia Fàbregas